# Лікум Герберт Карлович
Герберт Карлович Лікум (Лікумс) (латис. Herberts Līkums, 29 березня 1902, місто Рига, тепер Латвія — 7 жовтня 1980, місто Рига, тепер Латвія) — латиський сценограф, живописець, художник-постановник Ризької кіностудії, начальник Управління у справах мистецтв при Раді народних комісарів Латвійської РСР. Депутат Верховної ради Латвійської РСР 1-го скликання. Депутат Верховної ради СРСР 1-го скликання (1941—1946).

## Життєпис
Народився в родині робітника Карліса Лікумса. З 1921 по 1931 рік навчався в Латвійській академії мистецтв. У 1925 році відвідував заняття майстерні декоративного живопису АХ (керівник Я. Куга). Одночасно з навчанням у 1925 році працював художником-декоратором у Валмієрському театрі, в 1926—1931 роках — у Національному театрі, в 1926—1934 роках — у Ризькому робітничому театрі.
З 1930 року брав участь у художніх виставках, у постановках Лієпайського нового театру, Даугавпілського драматичного театру та у різних антрепризах.
Був ідейним противником національного уряду Латвійської Республіки та учасником прокомуністичного підпілля, за що у 1930-х роках зазнавав певних переслідувань та обмежень. Після закриття у 1934 році Робітничого театру оформив низку вистав у театрі Дайлес та Національній опері в Ризі. У 1937—1940 роках — художник-сценограф у Ризькому театрі російської драми.
Після окупації Латвії військами СРСР у 1940 році — директор громадсько-культурного департаменту при Міністерстві внутрішніх справ Латвії.
У 1940—1944 роках — начальник Управління у справах мистецтв при Раді народних комісарів Латвійської РСР. Під час Другої світової війни перебував в евакуації, працював у містах Кіров та Іваново (РРФСР), де займався культурно-освітницькою роботою
Один із засновників Спілки художників Латвійської РСР, голова його організаційного комітету (1941—1942 та 1944—1946), відповідальний секретар правління Спілки художників Латвійської РСР (1949—1953).
У 1946—1949 роках працював художником у Державному театрі опери та балету Латвійської РСР, Державному театрі драми Латвійської РСР та інших театрах.
Разом зі своїм колегою, сценографом Лаймдонісом Грасманісом, стояв біля витоків латвійського кіновиробництва, був серед перших професійних художників, які брали участь у створенні Ризької кіностудії. З 1953 по 1976 рік був художнім керівником Ризької кіностудії художніх та документальних фільмів.
Художник-постановник фільмів «Райніс» (1949), «Весняні заморозки» (1955), «За лебединою зграєю хмар» (1956), «Після шторму» (1956), «Науріс» (1957), «Повість про латиського стрільця» (1958), «Ілзе» (1959), «На порозі бурі» (1960), «Обдурені» (1961), «Іоланта» (1963), «Ти потрібен» (1963), «Капітан Нуль» (1964), «Едгар і Крістіна» (1966), «Часи землемірів» (1968), «Республіка Воронячої вулиці» (1970), «Великий бурштин» (1971), «У тіні смерті» (1971), «Місто під липами» (1971), «Ключі від міста» (1973), «Шах королеві діамантів» (1973), «Напад на таємну поліцію» (1975), «Наперекір долі» (1975), «Ці небезпечні двері на балкон» (1976), «Родинний альбом» (1978).
Об'єктом його живописних картин була природа, що видно з найвідоміших робіт: «Осінь» (1945), «Натюрморт «Перенасичення» (1949), «Житнє поле» (1951), «Колгоспні поля» (1952). В останні роки життя переважно працював декоратором.
Помер 7 жовтня 1980 року в Ризі. Похований на Лісовому цвинтарі Риги.

## Нагороди
- орден Жовтневої Революції
- орден Трудового Червоного Прапора
- медаль «За трудову відзнаку» (1956)
- медалі
- Заслужений діяч мистецтв Латвійської РСР (1962)
- Народний художник Латвійської РСР (1969)